# Leonello Bionda
Leonello Bionda, talvolta indicato come Lionello Bionda (Gragnano Trebbiense, 27 ottobre 1935 – Milano, giugno 2018), è stato un batterista italiano.
È considerato dal critico musicale Arrigo Polillo uno dei migliori batteristi italiani insieme a Rodolfo Bonetto e Gil Cuppini.

## Biografia
Figlio d'arte (anche il padre è stato un musicista e ha suonato in varie orchestre), dopo aver studiato pianoforte passa alla batteria, debuttando in un complesso nel 1952.
Presto entra a far parte del gruppo dell'alto sassonista Glauco Masetti con cui partecipa ad alcune registrazioni come l'EP pubblicato dalla Fonit intitolato Glauco Masetti.
Nel 1957 arriva terzo con 236 voti al concorso Gene Krupa italiano, vinto da Nino D'Adamo con 244 voti (al secondo posto Gil Cuppini con 236 voti).
Entra poi nel quintetto di Eraldo Volonté con Sergio Fanni alla tromba, Alceo Guatelli al contrabbasso, Renato Angiolini al pianoforte e lo stesso Volonté al sax; con questa formazione, nel gennaio del 1958, partecipa alla terza edizione del Festival Internazionale del Jazz di Sanremo; il gruppo, a volte utilizzando la denominazione Eraldo Volontè & His Rockers, partecipa anche a molte registrazioni della case discografiche di Walter Gürtler (la Jolly, la Celson e la Music), tra cui i primi dischi di Adriano Celentano
Tra i dischi jazz in cui suona è da citare Stereo Beat di Tullio Gallo e Angel Pocho Gatti
Nel corso del decennio aumenterà l'attività di session man nella musica leggera in varie orchestre, tra cui quella di Tony De Vita (suonando nei dischi di Mina dei primi anni '60, pur continuando a suonare jazz in trio con Renato Sellani al pianoforte e Giorgio Azzolini al basso.
Nell'Orchestra della Rai suona per dieci anni la batteria al Festival di Sanremo, dal 1960 al 1970, e al Cantagiro
Bionda collabora a più riprese in contesti jazz anche con il Basso-Valdambrini Quintet con cui dal 1962 registra diversi album e con il cantante Jimmy Fontana, prima nella formazione "Flaminia Street Jazz Band", costituita da dieci elementi, incidendo per l'etichetta Astraphon e in seguito con il gruppo "Jimmy Fontana and His Trio".
Interrompe l'attività di musicista a novembre 1974, dedicandosi ad altre attività per alcuni anni.
Trascorre gli ultimi anni della sua vita a Casa Verdi
con la moglie Marta Ghirardelli, morendo improvvisamente nel giugno 2018 all'età di 82 anni.

## Discografia come componente di gruppi

### Album
- 1958 - Welcome Mr. Swing! (Liberty, I 8509; con Enrico Intra Quintet)
- 1963, Il pianoforte per due innamorati (CAR Juke-Box, JLP 330012; con Giorgio Azzolini e Renato Sellani)

### EP
- 1958 - Welcome Mr. Swing (Liberty, H 8034; con Enrico Intra Quintet)
- 1958 - Eraldo Volontè Quintetto (Astraphon, 1223; con Eraldo Volontè e Quintetto)

## Partecipazioni come session man
- 1958: Rip It Up/Jailhouse Rock (45 giri) di Adriano Celentano
- 1958: Blueberry Hill/Tutti frutti (45 giri) di Adriano Celentano
- 1958: Rip It Up/Jailhouse Rock/Tutti frutti/Blueberry Hill (EP) di Adriano Celentano
- 1958: Man Smart/I Love You Baby (45 giri) di Adriano Celentano
- 1958: The Stroll/Tell Me That You Love Me (45 giri) di Adriano Celentano
- 1958: Tell Me That You Love Me/The Stroll/Man Smart/I Love You Baby (EP) di Adriano Celentano
- 1958: Hoopa Hoola/Fever (45 giri) di Lilian Terry
- 1958: Jula De Palma in Jazz (EP) di Jula De Palma
- 1961: Al madison square/Balliamo il madison (45 giri) di Silvano Silvi
- 1962: Giorgio Gaslini presenta Alberto Rabagliati (album) di Alberto Rabagliati
- 1963: Ritornerai/Fa' come ti pare (45 giri) di Bruno Lauzi
- 1965: Tribute to Someone (album) di Giorgio Azzolini
- 1965: Enzo Jannacci in teatro (album) di Enzo Jannacci
- 1965: Il palcoscenico di Milly (album) di Milly
- 1966: Sei minuti all'alba (album) di Enzo Jannacci
- 1968: Ai miei amici cantautori (album) di Ornella Vanoni
- 1969: Chierici canta Brassens (album) di Beppe Chierici
- 1970: L'arca di Noè (album) di Sergio Endrigo
- 1973: Se non li conoscete (album) di Fausto Amodei
- 1973: Stasera ballo liscio (album) di Gigliola Cinquetti
- 1998: Quando un musicista ride (album) di Enzo Jannacci